# Rajiv Ouseph
Theratil Rajiv Ouseph (* 30. August 1986 in Hounslow, London) ist ein englischer Badmintonspieler.

## Karriere
Rajiv Ouseph wurde 2008 englischer Meister im Herreneinzel und siegte sowohl bei den Scottish Open als auch bei den Irish Open. Ein Jahr später war er beim Volant d’Or de Toulouse erfolgreich. 2010 gewann er bei der Europameisterschaft Bronze und bei den Commonwealth Games Silber.

## Sportliche Erfolge
| Saison | Veranstaltung                             | Disziplin    | Platz | Name         |
| ------ | ----------------------------------------- | ------------ | ----- | ------------ |
| 2004   | England: Einzelmeisterschaft der Junioren | Herreneinzel | 1     | Rajiv Ouseph |
| 2005   | Junioren-Europameisterschaft              | Herreneinzel | 1     | Rajiv Ouseph |
| 2005   | England: Einzelmeisterschaft der Junioren | Herreneinzel | 1     | Rajiv Ouseph |
| 2007   | Dutch International                       | Herreneinzel | 2     | Rajiv Ouseph |
| 2008   | Scottish Open                             | Herreneinzel | 1     | Rajiv Ouseph |
| 2008   | Irish Open                                | Herreneinzel | 1     | Rajiv Ouseph |
| 2008   | England: Einzelmeisterschaften            | Herreneinzel | 1     | Rajiv Ouseph |
| 2009   | Canadian International                    | Herreneinzel | 1     | Rajiv Ouseph |
| 2009   | Volant d’Or de Toulouse                   | Herreneinzel | 1     | Rajiv Ouseph |
| 2010   | Europameisterschaft                       | Herreneinzel | 3     | Rajiv Ouseph |
| 2010   | Commonwealth Games                        | Herreneinzel | 2     | Rajiv Ouseph |
| 2011   | Scottish Open                             | Herreneinzel | 1     | Rajiv Ouseph |
| 2012   | Finnish International                     | Herreneinzel | 1     | Rajiv Ouseph |
| 2013   | French International                      | Herreneinzel | 1     | Rajiv Ouseph |
| 2015   | Swedish Masters                           | Herreneinzel | 1     | Rajiv Ouseph |